# Trachea formosensis
Trachea formosensis là một loài bướm đêm trong họ Noctuidae.